# 夏树芳 (明朝学者)
夏树芳（約1551年—約1635年），字茂卿，號习池，别号冰莲道人，又号大空居士、据梧居士。江阴人。明朝学者。

## 生平
曾祖夏良惠，父夏谦吉。生卒年不詳。明万历十三年（1585年）舉於鄉。万历二十九年（1601年）后，以母年紀大，弃官归养。与许学夷交谊最深。
著有论茶专著《茶董》，约成书于明神宗万历三十八年（1610年）。全书约三千宇，分上、下二卷。
徐霞客持《秋圃晨机图》至江阴南郊毘山，拜访时年73岁的江阴巨儒夏树芳，请为图作赋。夏树芳喜而为文，撰《秋圃晨机图赋并序》。約卒於崇禎八年（1635年）。著有《冰蓮集》四卷、《法喜志》四卷、《奇姓通》十四卷、《女鏡》八卷、《栖真志》四卷、《消暍集》二十一卷、《玉麒麟》二卷、《香林牘》、《琴苑》二卷、《茶董》二卷、《酒顛》二卷、《詞林海錯》十六卷、《類聚
古今羣賢詠物詩集》等。有子夏寶忠。